# Rolling Thunder (Six Flags Great Adventure)
Pour les articles homonymes, voir Rolling Thunder.
Rolling Thunder étaient des montagnes russes racing aller & retour en bois du parc Six Flags Great Adventure, situé à Jackson, dans le New Jersey, aux États-Unis. Ce sont les premières montagnes russes en bois du parc, ouvertes en 1979. Contrairement à la plupart des montagnes russes racing, les deux parcours ne sont pas identiques.
La fermeture de l'attraction a eu lieu le 8 septembre 2013.

## Les trains
Il y a un train rouge et un train vert sur le parcours 1 et un train jaune et un train bleu sur le parcours 2. Ils ont été construits par Philadelphia Toboggan Company. Il y a 4 wagons par train. Les passagers sont placés à 2 sur 3 rangs pour un total de 24 passagers par train.